# Ambasciatori austriaci a Venezia
L'ambasciatore austriaco a Venezia era il primo rappresentante diplomatico dell'Austria (del Sacro Romano Impero) nel Repubblica di Venezia. 
I rapporti diplomatici tra i due stati iniziarono 1494 e terminarono col crollo della Serenissima nel 1797 ad opera di Napoleone.
- 1705–1714: Filippo Hercolani, I principe Hercolani
- 1715–1726: Johann Baptist von Colloredo-Waldsee
- 1728–1732: Giuseppe Bolagnos
- 1732–1743: Luigi Pio di Savoia
- 1743–1747: Josef von Rathgeb
- 1747–1753: Gian Antonio Turinetti di Priero
- 1754-1764: Philipp Josef von Orsini-Rosenberg
- 1764-1784: Giacomo Durazzo
- 1785-1796: Karl von Breuner-Enckevoirth
- 1796-1797: Karl von Humburg